# Carinyena
|  | No s'ha de confondre amb el municipi Carinyena (Aragó). |

La carinyena, també anomenada samsó, és una varietat de cep negra. El raïm de carinyena és gran i compacte, de maduració tardana i molt productiu. El gra és esfèric i de color blavós.
L'etimologia del nom prové de la població aragonesa de Carinyena. Altres noms són: caranyena o esquinça-roba.
El vi varietal jove de raïm carinyena té molt de color i cos, amb un grau alcohòlic elevat, i és poc aromàtic. Es complementa bé amb la garnatxa i l'ull de llebre, i és idoni per a l'envelliment. El vi de Carinyena, elaborat al Camp de Carinyena, era tradicionalment elaborat en cupatge de carinyena amb garnatxa i macabeu.
La varietat carinyena es conrea tradicionalment a l'Aragó, al Priorat (DOQ Priorat i DO Montsant), a la Terra Alta (DO Terra Alta), al Rosselló (AOC Costers del Rosselló i AOC Cotlliure) i a l'Empordà (DO Empordà), i s'ha escampat per tot el món. S'utilitza sobretot per fer vins de taula, però es poden elaborar vins de qualitat en cupatges amb garnatxa o samsó.
La carinyena blanca és una variació de la varietat negra de la qual, a Catalunya, actualment es cultiva una gran quantitat d'hectàrees, sobretot al Rosselló, però també a l'Empordà.